# 磐城石井駅
磐城石井駅（いわきいしいえき）は、福島県東白川郡矢祭町大字中石井字御殿河原（ごてんがわら）にある、東日本旅客鉄道（JR東日本）水郡線の駅である。

## 歴史
- 1931年（昭和6年）10月10日：開業[2]。
- 1962年（昭和37年）11月20日：貨物の取り扱いを廃止[2]。
- 1970年（昭和45年）10月1日：荷物の扱いを廃止[2][3]。水郡線の営業近代化に伴い、無人化[4]。出札簡易委託化。
- 1975年（昭和50年）11月：駅長事務室を保線作業員の詰所に改装[5]。
- 1987年（昭和62年）4月1日：国鉄分割民営化により、JR東日本の駅となる[2]。
- 1998年（平成10年）：駅舎を改築[1]。

## 駅構造
単式ホーム1面1線を有する地上駅である。行き違い設備廃止までは相対式ホーム2面2線を持ち、旧ホームおよび線路（本線とは切断されている）が一部残っている。
水郡線統括センター（常陸大子駅）管理の無人駅である。駅舎はかつて存在していたが、取り壊され、現在はドアなしの待合所が設置されている。

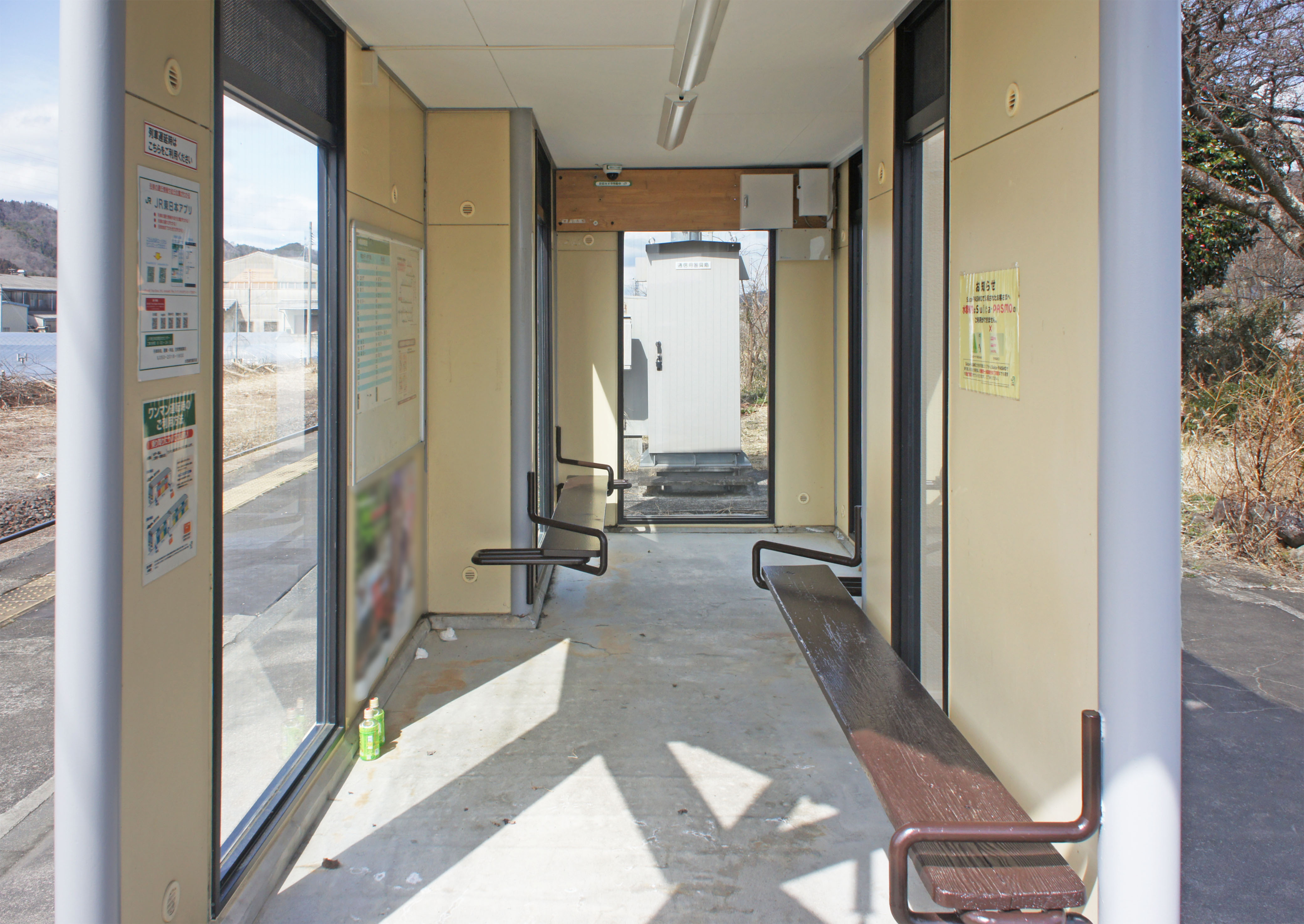
待合所内（2022年3月）
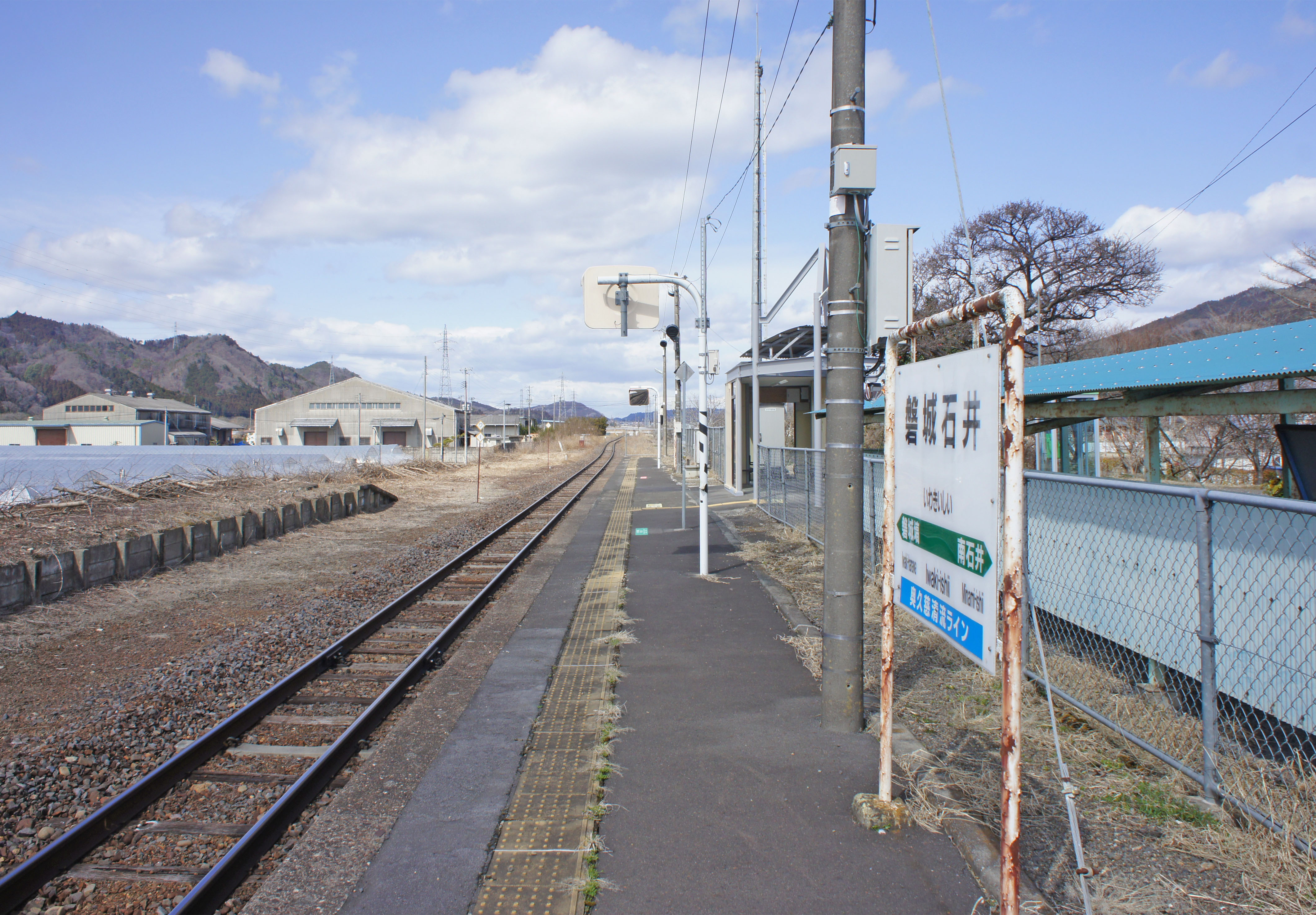
ホーム（2022年3月）

## 利用状況
「福島県統計年鑑」によると、2000年度（平成12年度）- 2004年度（平成16年度）の1日平均乗車人員の推移は以下のとおりであった。
| 乗車人員推移       | 乗車人員推移     | 乗車人員推移 |
| 年度               | 1日平均 乗車人員 | 出典         |
| ------------------ | ---------------- | ------------ |
| 2000年（平成12年） | 60               | [ 6 ]        |
| 2001年（平成13年） | 55               | [ 7 ]        |
| 2002年（平成14年） | 44               | [ 8 ]        |
| 2003年（平成15年） | 41               | [ 9 ]        |
| 2004年（平成16年） | 30               | [ 10 ]       |

## 駅周辺

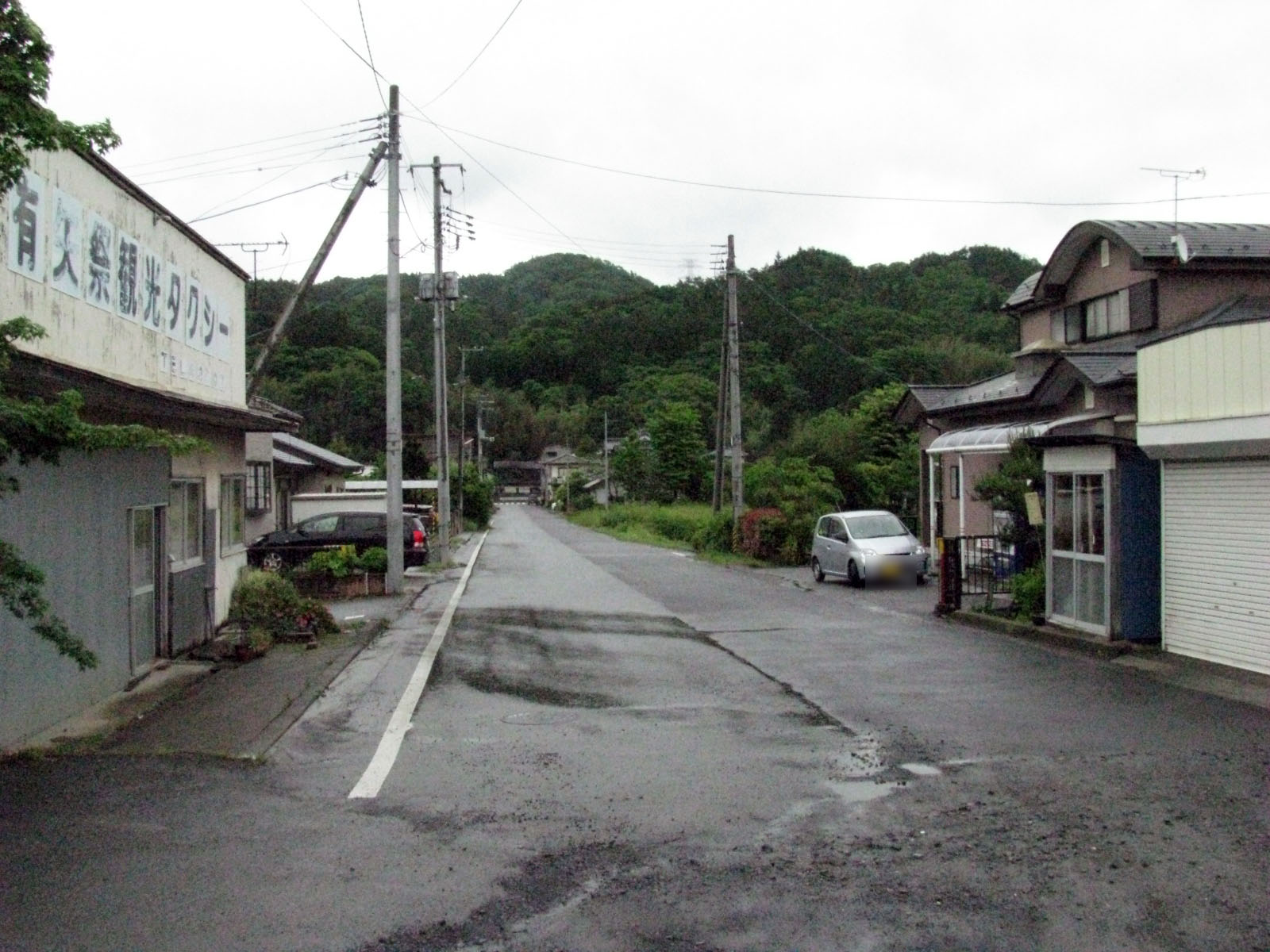
駅前

- 東西しらかわ農業協同組合石井出張所
- 東西しらかわ農業協同組合こんにゃく加工センター
- 東西しらかわ農業協同組合矢祭特産農業検査所
- 久慈川（久慈川を境に川の東側は矢祭町、西側は塙町となる）
- 国道118号（茨城街道）
- 福島県道174号磐城石井停車場線
- 福島県道・茨城県道196号石井大子線
- 福島県道230号矢祭山八槻線
- 塙町地区公民館
- 高城郵便局
- 棚倉警察署植田駐在所
- 福島交通「石井駅前」停留所

## 隣の駅
東日本旅客鉄道（JR東日本）
■水郡線
南石井駅 - 磐城石井駅 - 磐城塙駅